# 에피히푸스

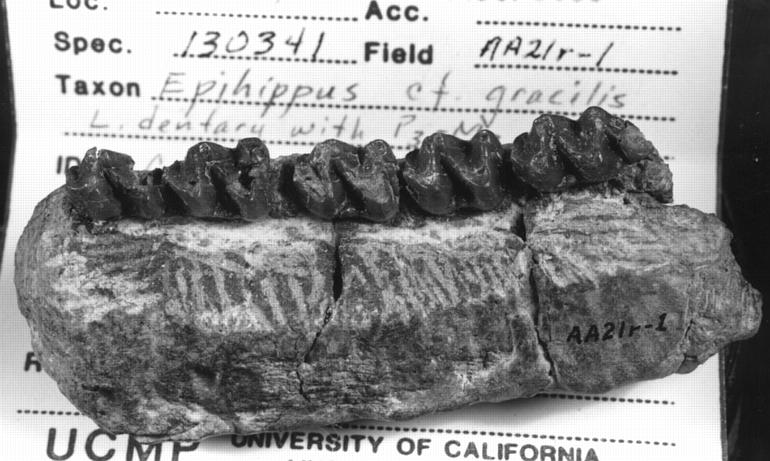

에피히푸스(Epihippus)는 제3기 에오세 중기부터 후기인 약4700만년 전~3600만년 전에 북아메리카 대륙과 아프리카 대륙, 프랑스에 살던 유제목에 속한 동물이다. 말과 당나귀, 얼룩말류의 첫 직계 조상이다. 학명 에피히푸스는 에오히푸스에 이은 '두 번째 말'이라는 뜻이다.
에피히푸스는 약 4700만 년 전에 선조인 오로히푸스로부터 갈라져 나온 종류로 오로히푸스와는 2,3백만년을 공존했다. 에오히푸스니 오로히푸스보다는 이빨이 더 발달하여, 뒷어금니가 넓어졌고, 앞어금니 두 개가 어금니로 바뀌어 총 5개의 이빨이 어금니 역할을 하였다. 에오세 후기와 올리고세 초기에 북미대륙의 기후가 점점 더 건조해지고 벼과 식물들이 새롭게 진화하면서 숲이 줄어들어 멸종하였다.
에피히푸스의 변종인 듀체니스히푸스(Duchesnehippus)는 독일에서 화석이 발견되었다. 에피히푸스의 또다른 한 변종으로부터 메소히푸스와 미오히푸스가 나타났는데, 에피히푸스는 메소히푸스와는 4백만년, 미오히푸스와는 1백만년을 공존하였다. 에피히푸스는 말과 최초의 단독 조상으로 본다.

## 같이 보기
- 오로히푸스
- 에오히푸스
- 메소히푸스
- 미오히푸스